# Perizoma coeruleopicta
Perizoma coeruleopicta är en fjärilsart som beskrevs av W. Warren 1908. Perizoma coeruleopicta ingår i släktet Perizoma och familjen mätare. Inga underarter finns listade i Catalogue of Life.